# Юсупов, Юнус Хамиджанович
Юну́с Хамиджа́нович Юсу́пов (тадж. Юнус Хамиджанович Юсупов; род. 9 августа 1949, посёлок Гиссар, Таджикская ССР, СССР) — советский и таджикский киноактёр, кинорежиссёр и сценарист. Народный артист Таджикистана (2001). 

## Биография[1]
Родился 9 августа 1949 года в Гиссаре. 
В 1969 году окончил Душанбинский политехникум, в 1975 году — актёрский (мастерская Сергея Бондарчука), в 1977 году — режиссёрский (мастерская Георгия Данелии) факультеты Всесоюзного государственного института кинематографии имени С. А. Герасимова.
Народный артист Таджикистана (2001).

## Фильмография

### Актёр
1. 1974 — Последняя встреча — Акчурин, сержант
2. 1978 — А счастье рядом — Тахир
3. 1978 — Женщина издалека — Нозим
4. 1978 — Любовь и ярость — Туракулов
5. 1979 — Встреча в ущелье смерти — Юнус
6. 1979 — Стрельба дуплетом — капитан Норов
7. 1979 — Юности первое утро — Якуб
8. 1980 — Апрельские сны — Акрам-Карим, шофёр, друг Анвара
9. 1981 — Контакт — Саидмурадов
10. 1981 — Преступник и адвокаты — управляющий
11. 1981 — Заложник — Курбаши
12. 1981 — Приключения маленького Мука — тюремщик (вокал — Олег Анофриев)
13. 1984 — Серебристая нить — Павлон-ака
14. 1984 — Говорящий родник — Сахибов
15. 1984 — Капкан для шакалов — капитан милиции Шухрат Ахмадов (озвучивание — Владимир Ферапонтов)
16. 1986 — Сказание о храбром Хочбаре — Лекав
17. 1987 — Случай в аэропорту — Усман Хасанович Атоходжаев, директор комбината (озвучивание — Владимир Ферапонтов)
18. 1988 — Взгляд
19. 1988 — Кумир — солист
20. 1992 — Маленький мститель
21. 1993 — Месть пророка — киллер
22. 2007 — Охота жить (короткометражка) — Мансуров
23. 2016 — Сон обезьяны

### Режиссёр-постановщик
1. 1981 — Преступник и адвокаты
2. 1981 — Контакт
3. 1983 — Заложник
4. 1984 — Друзей не предают
5. 1987 — Случай в аэропорту
6. 1993 — Месть пророка
7. 2010 — Снежный человек

### Сценарист
- 2014 — Вездесущий (короткометражка)